# Betrayal at Falador
Betrayal at Falador is een fantasieboek geschreven door T. S. Church, dat zich afspeelt in het RuneScape universum. Het is geschreven in samenwerking met Jagex, de ontwikkelaar van het computerspel RuneScape. Het boek werd uitgegeven op 21 juli 2008, en is het eerste RuneScape boek. Church nam zich voor een boek te schrijven dat zowel geschikt is voor de personen die het spel spelen als de personen die het spel nog nooit gespeeld hebben. 
Het boek speelt zich af in het jaar 164 van de vijfde era, vijf jaar voor de gebeurtenissen in RuneScape en vertelt het verhaal van de White Knights'  tegemoetkoming met een weerwolf in de fictieve wereld Gielinor en de lange zoektocht die volgt. Het boek is een vertelsel, met de gebeurtenissen die verteld worden vanuit het oogpunt van een mens. De belangrijkste hoofdpersonen zijn een zeventienjarig meisje, Kara-Meir, de schildknaap Theodore, de weerwolf Gar'rth, de tovenaar Castimir, de uitvinder Ebenezer en de dwergsmid Doric. De belangrijkst antagonisten zijn Lord Sulla en de weerwolf Jerrod.
Het vervolg op het boek is Return to Canifis. 